# Псари (Ловицький повіт)
Псари (пол. Psary) — село в Польщі, у гміні Беляви Ловицького повіту Лодзинського воєводства.
Населення — 106 осіб (2011).
У 1975-1998 роках село належало до Скерневицького воєводства.

## Демографія
Демографічна структура станом на 31 березня 2011 року:
|          | Загалом | Допрацездатний вік | Працездатний вік | Постпрацездатний вік |
| -------- | ------- | ------------------ | ---------------- | -------------------- |
| Чоловіки | 53      | 6                  | 35               | 12                   |
| Жінки    | 53      | 9                  | 24               | 20                   |
| Разом    | 106     | 15                 | 59               | 32                   |